# Siamraptor
Siamraptor („lupič ze Siamu (Thajska)“) byl rod poměrně velkého dravého dinosaura (teropoda) z čeledi Carcharodontosauridae, žijícího v období spodní křídy na území Thajska (oblast Khorat). Formálně byl popsán v říjnu roku 2019, jediným známým druhem je typový S. suwati.

## Historie a popis
Fosilie tohoto dinosaura byly objeveny v sedimentech geologického souvrství Khok Kruat, pocházejících z období rané křídy (geologický stupeň apt, asi před 125 až 112 miliony let). Objeveny byly pouze fragmenty lebky, obratle a izolované fragmenty kostí končetin, a to nejméně ze tří různých jedinců (mimo holotyp). Druhové jméno suwati je poctou Suwatu Liptapanlopovi, který finančně podporuje vykopávky.
Siamraptor byl poměrně velký dravý dinosaurus, dosahující podle odhadů délky asi 6 až 8 metrů (v případě holotypu s označením NRRU-F01020008).

## Klasifikace
Příbuzným taxonem je pravděpodobně čínský karcharodontosauridní teropod rodu Datanglong.